# Örvös pirók
Az örvös pirók vagy háromszalagos pirók (Carpodacus trifasciatus) a madarak osztályának verébalakúak (Passeriformes) rendjébe és a pintyfélék (Fringillidae) családjába tartozó faj.

## Rendszerezése
A fajt Jules Verreaux francia ornitológus írta le 1871-ben.

## Előfordulása
Bhután, Kína és India területén honos. Természetes élőhelyei a mérsékelt övi erdők és cserjések, valamint ültetvények, szántóföldek és vidéki kertek. Magassági vonuló.

## Megjelenése
Testhossza 20 centiméter.

## Természetvédelmi helyzete
Az elterjedési területe rendkívül nagy, egyedszáma pedig stabil. A Természetvédelmi Világszövetség Vörös listáján nem fenyegetett fajként szerepel.